# Запевалова, Ирина Борисовна
Ирина Борисовна Запевалова (род. 9 мая 1964) — советская и российская спортсменка (настольный теннис), тренер.
Родилась 9 мая 1964 года в городе Мариинске Кемеровской области. Занималась настольным теннисом в Абакане под руководством тренера Юрия Лебедева. В 13 лет выполнила норматив мастера спорта СССР, а в 17 лет ей было присвоено звание мастера спорта международного класса. В 1981 году стала победительницей первенства Европы среди юниоров в командном зачёте. Трижды становилась чемпионкой России. В 1986 году завоевала серебряную медаль на чемпионате СССР по настольному теннису.
С 1986 года на тренерской работе. В 1987 году окончила Абаканский педагогический институт. С 2015 года — директор МБОУ ДОД ДЮСШ городского округа Большой Камень.